# FK Smederevo
O Fudbalski klub Smederevo (sérvio:Фудбалски клуб Смедерево)  é uma equipe de futebol da cidade de Semêndria (ou Smederevo), na Sérvia. Foi fundado em 1924, como um time de uma metalúrgica, SARTID (Srpsko akcionarsko rudarsko topioničarsko industrijsko društvo). Suas cores são o violeta e o azul.
Disputa seus jogos no Fortress Stadium, em Smederevo, que tem capacidade para 17.200 espectadores. 
Atualmente compete na primeira divisão do Campeonato Sérvio de Futebol, onde nunca conseguiu muito destaque (além do terceiro lugar na temporada 2001/02). Na mesma temporada, perdeu a final da Copa Servio-montenegrina para o Estrela Vermelha.
Seu maior feito foi ter ganho a Copa da Sérvia e Montenegro em 2003, em uma revanche do ano anterior bateu o Estrela Vermelha por 1 a 0 na final. Na ocasião ainda se chamava FK Sartid Smederevo.
Estes bons resultados lhe garantiram por duas temporadas consecutivas a vaga na Copa da UEFA (na primeira oportunidade foi via Copa Intertoto). Em ambas as oportunidades atingiu a primeira fase da competição, aonde foi eliminado. Na temporada 2002/03 para o inglês Ipswich, e em 2004/05 para o tcheco Slavia Praga.

## Nomes
- 1924 FK Sartid
- 1944 Metalac
- 1946 Jedinstvo
- 1949 FK Smederevo
- 1958 OFK Budućnost
- 1962 FK Smederevo
- 1967 Metalurg
- 1976 FK Smederevo
- 1992 FK Sartid
- 2004 FK Smederevo
- 2014 FK Smederevo 1924

## Elenco
Nota: Bandeiras indicam equipe nacional, conforme definido pelas regras de elegibilidade da FIFA. Os jogadores podem ter mais de uma nacionalidade não-FIFA.
| N.º |        | Posição | Jogador             |
| --- | ------ | ------- | ------------------- |
| 1   | Sérvia | G       | Borivoje Rumenić    |
| 2   | Sérvia | D       | Predrag Stamenković |
| 3   | Sérvia | D       | Miroslav Gegić      |
| 4   | Sérvia | D       | Željko Kovačević    |
| 5   | Sérvia | D       | Slavko Lukić        |
| 6   | Sérvia | D       | Aleksandar Komadina |
| 7   | Sérvia | A       | Dragan Ćeran        |
| 8   | Sérvia | M       | Miloš Radosavljević |
| 9   | Sérvia | A       | Milorad Zečević     |
| 10  | Sérvia | A       | Nenad Mladenović    |
| 11  | Sérvia | A       | Vojislav Bojatović  |

| N.º |        | Posição | Jogador               |
| --- | ------ | ------- | --------------------- |
| 12  | Sérvia | G       | Dejan Ranković        |
| 13  | Sérvia | M       | Dejan Živković        |
| 17  | Sérvia | A       | Slobodan Janković     |
| 18  | Sérvia | M       | Slaviša Stojanović    |
| 19  | Sérvia | D       | Branislav Atanacković |
| 20  | Sérvia | M       | Ivan Jovanović        |
| 21  | Sérvia | A       | Saša Ranković         |
| 22  | Sérvia | G       | Željko Kuzmić         |
| 23  | Sérvia | M       | Aleksandar Miljković  |
| 30  | Sérvia | M       | Filip Pejić           |

## Títulos
- Copa da Sérvia e Montenegro: 1 (2003)